# Arthur 2: On the Rocks
Arthur 2: On the Rocks is een Amerikaanse romantische komedie uit 1988 geregisseerd door Bud Yorkin en gedistribueerd door Warner Bros.. Het is een vervolg op de film Arthur uit 1981. Uitgezonderd Jill Eikenberry, die vervangen werd door Cynthia Sikes, hernamen de andere acteurs hun rol.

## Verhaal
Vijf jaar zijn verstreken. Daar Arthur Bach en zijn vrouw Linda blijkbaar geen kinderen kunnen krijgen, gaan ze voor adoptie al is het alcoholmisbruik van Arthur mogelijk een kink in de kabel. Zijn vader komt met het nieuws dat het bedrijf samensmelt met dat van Burt Johnson. Burt is de vader van Arthur's ex-verloofde Susan. Daarboven verliest Arthur met de deal 750 miljoen Amerikaanse dollar. Burt wil hem dat geld teruggeven op voorwaarde dat hij scheidt van Linda en trouwt met Susan.
Omdat Arthur weigert, is hij bankroet en genoodzaakt om met Linda bij haar vader Ralph in te wonen, maar Burt koopt het gebouw en zet Arthur en Linda omwille van contractuele redenen op straat. Ze verhuizen naar een armmoedig appartement. Linda herneemt haar vorige job als serveerster. Arthur zweert alcohol af en vindt een job bij een bouwmarkt, maar Burt koopt het bedrijf en ontslaat Arthur.
Susan brengt Linda een bezoek: het beste is dat Linda vertrekt daar zijzelf wel kinderen kan krijgen. Daarop verhuist Linda terug naar haar vader die ondertussen elders woont. Arthur geraakt terug aan de drank en zwerft dakloos door de straten. Na een visioen beseft hij dat hij niet mag opgeven omdat hij een zoon zal krijgen.
Arthur ontnuchtert en samen met zijn grootmoeder Martha gaat hij op zoek naar andere personen die door Burt zijn geruïneerd. Met allerhande bewijzen van fraude en afpersing gaat hij naar Burt, maar blijkbaar is dit alles verjaard. Wanneer beiden elkaar dreigen te vermoorden, beseft Susan dat ze met geld niet alles kan krijgen. Daarop eist ze dat haar vader het geld aan Arthur teruggeeft, anders zal ze al zijn buitenechtelijke affaires aan haar moeder verklappen.
Arthur keert als rijke man terug naar Linda. De adoptie wordt goedgekeurd, maar Arthur is enigszins verbaasd dat het een dochter is. Daarop kondigt Linda aan dat ze zwanger is geraakt van Arthur.

## Rolverderling
| Acteur               | Personage          |
| -------------------- | ------------------ |
| Dudley Moore         | Arthur Bach        |
| Liza Minnelli        | Linda Marolla Bach |
| John Gielgud         | Hobson             |
| Geraldine Fitzgerald | Martha Bach        |
| Kathy Bates          | Mrs. Canby         |
| Paul Benedict        | Fairchild          |
| Stephen Elliott      | Burt Johnson       |
| Cynthia Sikes        | Susan Johnson      |
| Ted Ross             | Bitterman          |
| Barney Martin        | Ralph Marolla      |
| Thomas Barbour       | Stanford Bach      |
| Jack Gilford         | Mr. Butterworth    |
| Ron Canada           | ober               |

## Prijs
| Westrijd                     | Categorie         | Ontvanger(s)  | Resultaat | Ref.  |
| ---------------------------- | ----------------- | ------------- | --------- | ----- |
| Golden Raspberry Awards 1988 | Slechtste actrice | Liza Minnelli | Gewonnen  | [ 2 ] |